# スジート
スジート（Sujeeth、1990年10月25日 - ）は、インドのテルグ語映画で活動する映画監督、脚本家。

## キャリア

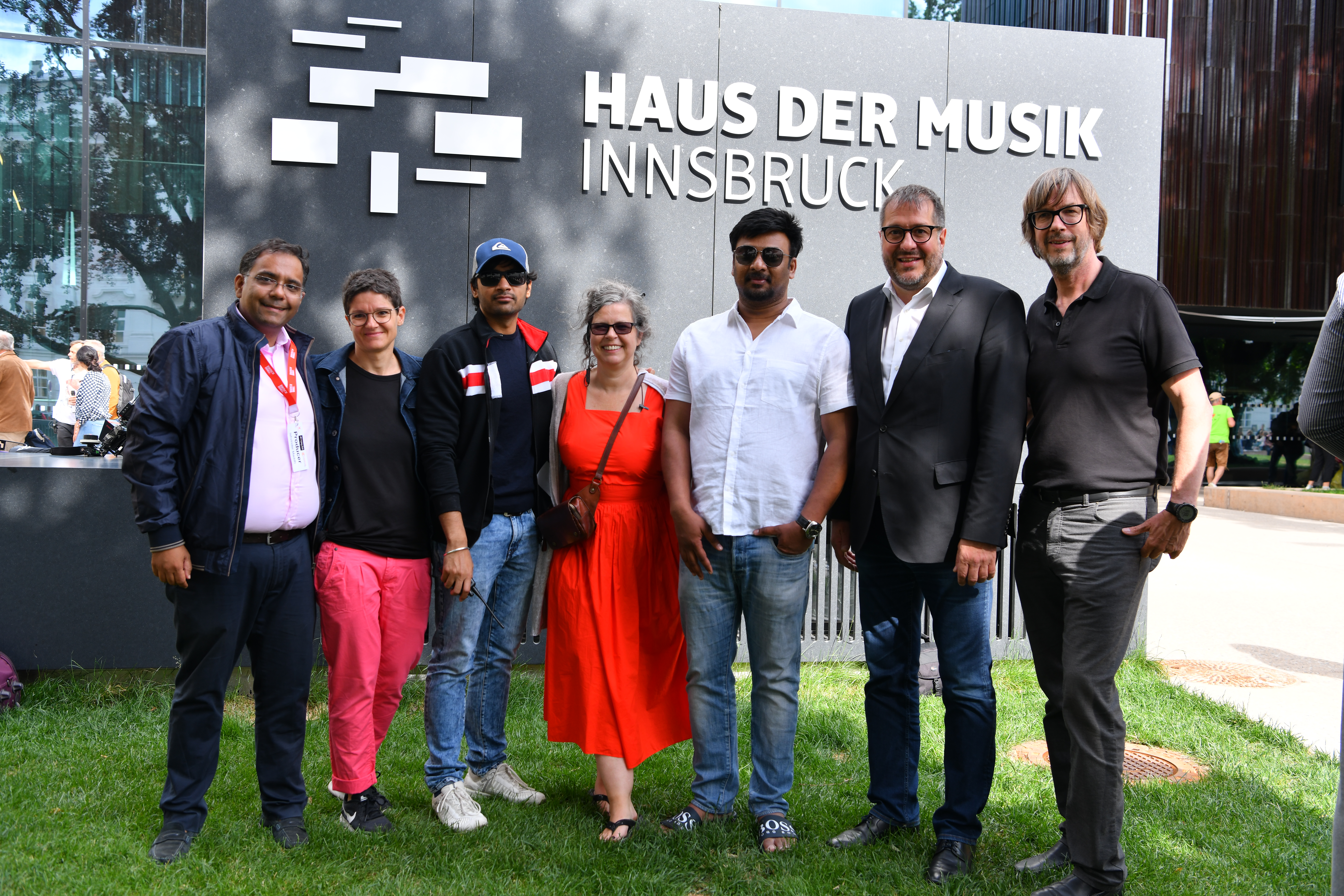
『サーホー』撮影時のスジート（左から3人目）

17歳の時に初めて短編映画を製作した。成長後は公認会計士を目指すが、映画製作の道へ進むことを望み勉学を中断する。2011年に製作した短編映画『Thokkalo Love Story』はYouTubeで1時間に20万回再生され、ケーララ州短編映画祭で賞を受賞している。L・V・プラサード映画TVアカデミーで映画製作の技術を学び、卒業後の22歳の時に長編映画の監督デビューの話が持ち上がったが合意に至らず、再び短編映画の製作に専念した。L・V・プラサード映画TVアカデミーでは限られた予算と時間の中で短編映画を製作する経験を積んだため、この経験が短編映画製作の役に立ったと語っている。スジートはこれまで合計38本の短編映画を製作している。
2014年に『Run Raja Run』で長編映画デビューした。同作は批評家から高く評価され、フィルムフェア賞 テルグ語映画部門監督賞にノミネートされた。2019年には『サーホー』を監督した。同作はプラバースを主演に迎え35億ルピーの製作費が投じられたが、興行収入は42億ルピーを記録したものの、批評家からは酷評されている。2020年にチランジーヴィとの間にマラヤーラム語映画『Lucifer』のリメイク版製作の契約を結んだ。

## フィルモグラフィー
- Run Raja Run（2014年）
- サーホー（2019年）
- OG（2025年）

## 受賞歴
| 年                                | 部門                              | 作品                              | 結果                              | 出典                              |
| フィルムフェア賞 南インド映画部門 | フィルムフェア賞 南インド映画部門 | フィルムフェア賞 南インド映画部門 | フィルムフェア賞 南インド映画部門 | フィルムフェア賞 南インド映画部門 |
| --------------------------------- | --------------------------------- | --------------------------------- | --------------------------------- | --------------------------------- |
| 2015年                            | テルグ語映画部門監督賞            | 『Run Raja Run』                  | ノミネート                        |                                   |
| 南インド国際映画賞                |                                   |                                   |                                   |                                   |
| 2015年                            | テルグ語映画部門新人監督賞        | 『Run Raja Run』                  | 受賞                              | [ 8 ]                             |
| テランガーナ・ガッダル映画賞      |                                   |                                   |                                   |                                   |
| 2025年                            | 第1位作品賞                       | 『Run Raja Run』                  | 受賞                              | [ 9 ]                             |